# 1878 au Manitoba
Chronologie du Manitoba
- 1874
- 1875
- 1876
- 1877
- 1878
- 1879
- 1880
- 1881
- 1882

Cette page concerne des événements qui se sont produits durant l'année 1878 dans la province canadienne du Manitoba.

## Politique

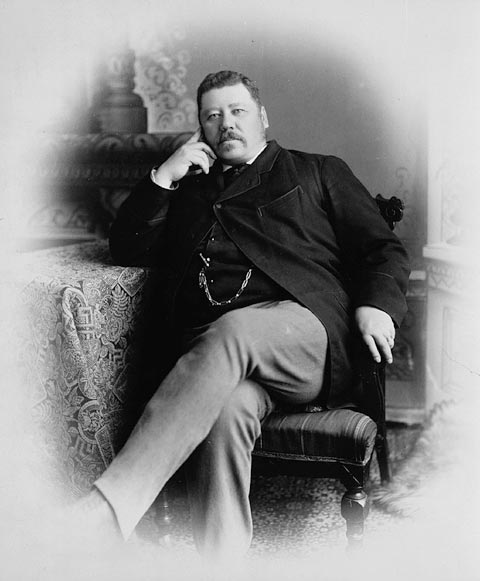
John Norquay

- Premier ministre : Robert Atkinson Davis puis John Norquay
- Lieutenant-gouverneur : Joseph-Édouard Cauchon
- Législature : 2e législature (en) puis 3e législature (en)

## Événements
- 18 décembre : 3e élection générale (en).

## Naissances
- 29 avril : Fawcett G. Taylor (en), chef du Parti conservateur du Manitoba (1922-1933).
- 14 juin : Lewis St. George Stubbs (en), député provincial de Winnipeg (1936-1949).
- 20 juin : Seymour J. Farmer (en), député provincial de Winnipeg (1922-1949) et 30e maire (en) de Winnipeg (1923-1924).

## Décès
- 28 novembre : Francis Evans Cornish (en), 1er maire (en) de Winnipeg (1874).